# Warrick Brown
Warrick Brown a Las Vegas-i CSI: A helyszínelők sorozatban az egyik helyszínelő, szakterülete az audiovizuális elemzés. Megformálója: Gary Dourdan.

## Jelleme
Gettóban nevelkedett afro-amerikai, korábbi szenvedélybetegségéből sikeresen kigyógyult (játékszenvedélyéből). 1995-től elkezdett a helyszínelőknél dolgozni. Munkáját kifogástalanul végzi. Mindenkivel jó kapcsolata alakult ki a csapaton belül. Igazi csapatjátékos.

## Személyi adatok
Warrick Brown a csapat egyetlen olyan tagja, aki Las Vegas-ban született 1970-ben, és nőtt fel. Az édesapját máig sem ismeri. Anyja hétéves korában a nagymamájánál hagyta. Warrick ezek után nagyon szigorú rendben nőtt fel, még azt is titokban kellett tartania, hogy futárként dolgozott. Néha DJ-ként is dolgozott, minden klubot ismer. Régi élete révén jó kapcsolatai vannak, ki is használja őket. Sok kapcsolata volt, de az első alkalommal mikor tényleg szerelembe esett, a nő összetörte a szívét. Emiatt Warrick nagyon óvatos a nőkkel kapcsolatban. De aztán kiderül, hogy gyermeke, akivel a felesége terhes volt, valójában Warrick fia.

## Kapcsolata a többi szereplővel
Gil Grissomot mentoraként tiszteli . Az első évadban súlyos szerencsejáték-függőséggel küzd, gyakran a munkája helyett fogadóirodákban tölti az idejét. Ennek következtében a csapathoz akkor frissen odakerült helyszínelő meghal. Warrickot el akarják bocsátani, ám Grissom kiáll érte, így maradhat a csapatban. Közte és Catherine Willows között talán alakult valami az ötödik évadban, ám a férfi hirtelen házassága megakadályozott bármi mást, mint a barátság. Nick Stokes jó barátja.

## Halála
|  | Alább a CSI: A helyszínelők cselekményének részletei következnek! |

Warrick tragikusan végződő konfliktusba keveredik egy Gedda nevű, sztriptízbárt üzemeltető bűnözővel: Warrickot lelövik a nyolcadik évad utolsó részében, a „For Gedda” című epizódban. Grissom a következő évad elején, amint értesült a hírről, a laborban mindenkit ráállít az ügyre, nem nyugszik, amíg meg nem találja Warrick gyilkosát. A gyilkos a seriff-helyettes.
|  | Itt a vége a cselekmény részletezésének! |